# Коробов Ігор Валентинович
І́гор Валенти́нович Ко́робов (рос. Игорь Валентинович Коробов; 3 серпня 1956 — 21 листопада 2018) — російський воєначальник, начальник Головного управління ГШ ЗС РФ — заступник начальника генерального штабу збройних сил Російської Федерації (2 лютого 2016 — 21 листопада 2018). Герой Російської Федерації (2017), генерал-полковник (2017).

## Життєпис
Відповідно до офіційної біографії на сайті МО РФ, у 1973 році Ігор Коробов вступив і в 1977 році закінчив з відзнакою льотне відділення Ставропольського вищого військового авіаційного училища льотчиків і штурманів протиповітряної оборони. Офіцерську службу лейтенант Коробов розпочав у листопаді 1977 року в 518-му авіаційному полку (винищувальному) (аеродром Талагі, Архангельськ) 10-ї окремої армії ППО. З 1985 року (за іншими даними, з 1980) розпочав службу у військовій розвідці, закінчив Військово-дипломатичну академію.
Проходив військову службу на різних посадах в Головному розвідувальному управлінні, був першим заступником начальника Головного управління — займаючись питаннями стратегічної розвідки, зокрема в його віданні були всі закордонні резидентури управління.
У лютому 2016 р. Указом Президента Російської Федерації призначений начальником Головного управління Генерального штабу Збройних сил Російської Федерації — заступником начальника Генерального штабу Збройних сил Російської Федерації.
За час керівництва Коробова Головне управління ГШ ЗС РФ опинилося в центрі кількох гучних скандалів, серед яких найвідоміший — суспільно небезпечне отруєння свого колишнього співробітника Сергія Скрипаля та його дочки 4 березня 2018 р. і подальше розслідування диверсійної діяльності ГРУ в країнах Заходу. За Коробова військова розвідка Російської Федерації забезпечувала військові операції на Донбасі та в Сирії, втручання в американські вибори президента , через що голова відомства опинився в санкційних списках. Санкції були призупинені тільки на час робочого візиту Коробова та керівника служби зовнішньої розвідки Росії до США у січні 2018 року. Президент Путін натомість присвоїв генералу Коробову звання Героя Російської Федерації.
У 2018 році з'явилася інформація про онкологічне захворювання 61-річного Коробова, близькі до нього люди повідомили ЗМІ, що «надія на благополучний рятунок мінімальна». Помер 21 листопада 2018 року у Москві, після важкої тривалої хвороби.

## Нагороди
- Орден «За заслуги перед Вітчизною» 4-го ступеня
- Орден Олександра Невського
- Орден Мужності
- Орден «За військові заслуги»
- Орден «За службу Батьківщині в Збройних Силах СРСР» 3-го ступеня
- Медаль «За відвагу»
- Медаль «70 років Збройних Сил СРСР»
- Медаль «60 років Збройних Сил СРСР»
- Медаль «За бездоганну службу» (СРСР) 2-го ступеня
- Медаль «За бездоганну службу» (СРСР) 3-го ступеня
- Медалі Міністерства оборони